# Grande Prêmio da Europa de 1983
Resultados do Grande Prêmio da Europa de Fórmula 1 realizado em Brands Hatch em 25 de setembro de 1983. Décima quarta etapa do campeonato, foi vencido pelo brasileiro Nelson Piquet, da Brabham-BMW, com Alain Prost em segundo pela Renault e Nigel Mansell em terceiro pela Lotus-Renault.

## Classificação

### Treinos oficiais
| Pos.    | N.º | Piloto             | Construtor          | Q1       | Q2       | Grid    |
| ------- | --- | ------------------ | ------------------- | -------- | -------- | ------- |
| 1       | 11  | Elio de Angelis    | Lotus-Renault       | 1:12.342 | 1:12.092 | —       |
| 2       | 6   | Riccardo Patrese   | Brabham-BMW         | 1:13.475 | 1:12.458 | + 0.366 |
| 3       | 12  | Nigel Mansell      | Lotus-Renault       | 1:12.623 | 1:13.089 | + 0.531 |
| 4       | 5   | Nelson Piquet      | Brabham-BMW         | 1:12.724 | 1:13.095 | + 0.632 |
| 5       | 28  | René Arnoux        | Ferrari             | 1:13.596 | 1:13.113 | + 1.021 |
| 6       | 27  | Patrick Tambay     | Ferrari             | 1:13.898 | 1:13.157 | + 1.065 |
| 7       | 16  | Eddie Cheever      | Renault             | 1:13.592 | 1:13.253 | + 1.161 |
| 8       | 15  | Alain Prost        | Renault             | 1:13.342 | 1:13.526 | + 1.250 |
| 9       | 9   | Manfred Winkelhock | ATS-BMW             | 1:13.679 | 1:14.750 | + 1.587 |
| 10      | 7   | John Watson        | McLaren-TAG/Porsche | 1:14.296 | 1:13.783 | + 1.691 |
| 11      | 35  | Derek Warwick      | Toleman-Hart        | 1:14.411 | 1:13.855 | + 1.763 |
| 12      | 36  | Bruno Giacomelli   | Toleman-Hart        | 1:15.521 | 1:13.949 | + 1.857 |
| 13      | 8   | Niki Lauda         | McLaren-TAG/Porsche | 1:15.266 | 1:13.972 | + 1.880 |
| 14      | 22  | Andrea de Cesaris  | Alfa Romeo          | 1:14.403 | 1:15.440 | + 2.311 |
| 15      | 23  | Mauro Baldi        | Alfa Romeo          | 1:14.727 | 1:15.174 | + 2.635 |
| 16      | 1   | Keke Rosberg       | Williams-Ford       | 1:14.917 | 1:15.252 | + 2.825 |
| 17      | 29  | Marc Surer         | Arrows-Ford         | 1:15.346 | 1:15.501 | + 3.254 |
| 18      | 30  | Thierry Boutsen    | Arrows-Ford         | 1:16.094 | 1:15.428 | + 3.336 |
| 19      | 40  | Stefan Johansson   | Spirit-Honda        | 1:16.525 | 1:15.912 | + 3.820 |
| 20      | 4   | Danny Sullivan     | Tyrrell-Ford        | 1:17.134 | 1:16.640 | + 4.548 |
| 21      | 33  | Roberto Guerrero   | Theodore-Ford       | 1:16.769 | 1:17.454 | + 4.677 |
| 22      | 25  | Jean-Pierre Jarier | Ligier-Ford         | 1:17.141 | 1:16.880 | + 4.788 |
| 23      | 26  | Raul Boesel        | Ligier-Ford         | 1:17.177 | 1:17.593 | + 5.085 |
| 24      | 32  | Piercarlo Ghinzani | Osella-Alfa Romeo   | 1:17.850 | 1:17.408 | + 5.316 |
| 25      | 42  | Jonathan Palmer    | Williams-Ford       | 1:17.432 | 1:17.524 | + 5.340 |
| 26      | 3   | Michele Alboreto   | Tyrrell-Ford        | 1:17.456 | 1:17.936 | + 5.364 |
| 27      | 17  | Kenny Acheson      | RAM-Ford            | 1:17.577 | 1:18.069 | + 5.485 |
| 28      | 31  | Corrado Fabi       | Osella-Alfa Romeo   | 1:19.087 | 1:17.816 | + 5.724 |
| 29      | 2   | Jacques Laffite    | Williams-Ford       | 1:18.467 | 1:18.261 | + 6.169 |
| WD      | 34  | Johnny Cecotto     | Theodore-Ford       | —        | —        | —       |
| Fontes: |     |                    |                     |          |          |         |

### Corrida
| Pos.    | Nº | Piloto             | Construtor          | Voltas | Tempo/Diferença | Grid | Pontos |
| ------- | -- | ------------------ | ------------------- | ------ | --------------- | ---- | ------ |
| 1       | 5  | Nelson Piquet      | Brabham-BMW         | 76     | 1:36:45.865     | 4    | 9      |
| 2       | 15 | Alain Prost        | Renault             | 76     | + 6.571         | 8    | 6      |
| 3       | 12 | Nigel Mansell      | Lotus-Renault       | 76     | + 30.315        | 3    | 4      |
| 4       | 22 | Andrea de Cesaris  | Alfa Romeo          | 76     | + 34.396        | 14   | 3      |
| 5       | 35 | Derek Warwick      | Toleman-Hart        | 76     | + 44.915        | 11   | 2      |
| 6       | 36 | Bruno Giacomelli   | Toleman-Hart        | 76     | + 52.190        | 12   | 1      |
| 7       | 6  | Riccardo Patrese   | Brabham-BMW         | 76     | + 1:12.684      | 2    |        |
| 8       | 9  | Manfred Winkelhock | ATS-BMW             | 75     | + 1 volta       | 9    |        |
| 9       | 28 | René Arnoux        | Ferrari             | 75     | + 1 volta       | 5    |        |
| 10      | 16 | Eddie Cheever      | Renault             | 75     | + 1 volta       | 7    |        |
| 11      | 30 | Thierry Boutsen    | Arrows-Ford         | 75     | + 1 volta       | 18   |        |
| 12      | 33 | Roberto Guerrero   | Theodore-Ford       | 75     | + 1 volta       | 21   |        |
| 13      | 42 | Jonathan Palmer    | Williams-Ford       | 74     | + 2 voltas      | 25   |        |
| 14      | 40 | Stefan Johansson   | Spirit-Honda        | 74     | + 2 voltas      | 19   |        |
| 15      | 26 | Raul Boesel        | Ligier-Ford         | 73     | + 3 voltas      | 23   |        |
| Ret     | 27 | Patrick Tambay     | Ferrari             | 67     | Spun Off        | 6    |        |
| Ret     | 3  | Michele Alboreto   | Tyrrell-Ford        | 64     | Motor           | 26   |        |
| Ret     | 32 | Piercarlo Ghinzani | Osella-Alfa Romeo   | 63     | Regulador       | 24   |        |
| Ret     | 29 | Marc Surer         | Arrows-Ford         | 50     | Motor           | 17   |        |
| Ret     | 1  | Keke Rosberg       | Williams-Ford       | 43     | Motor           | 16   |        |
| Ret     | 23 | Mauro Baldi        | Alfa Romeo          | 39     | Embreagem       | 15   |        |
| Ret     | 7  | John Watson        | McLaren-TAG/Porsche | 36     | Spun Off        | 10   |        |
| Ret     | 4  | Danny Sullivan     | Tyrrell-Ford        | 27     | Fuga de óleo    | 20   |        |
| Ret     | 8  | Niki Lauda         | McLaren-TAG/Porsche | 25     | Motor           | 13   |        |
| Ret     | 11 | Elio de Angelis    | Lotus-Renault       | 12     | Bomba de óleo   | 1    |        |
| Ret     | 25 | Jean Pierre Jarier | Ligier-Ford         | 0      | Embreagem       | 22   |        |
| DNQ     | 17 | Kenny Acheson      | RAM-Ford            |        |                 |      |        |
| DNQ     | 31 | Corrado Fabi       | Osella-Alfa Romeo   |        |                 |      |        |
| DNQ     | 2  | Jacques Laffite    | Williams-Ford       |        |                 |      |        |
| Fontes: |    |                    |                     |        |                 |      |        |

## Tabela do campeonato após a corrida
| Pos     | Pilotos        | Pontos |
| ------- | -------------- | ------ |
| 1       | Alain Prost    | 57     |
| 2       | Nelson Piquet  | 55     |
| 3       | René Arnoux    | 49     |
| 4       | Patrick Tambay | 40     |
| 5       | Keke Rosberg   | 25     |
| Fontes: |                |        |

| Pos     | Construtor    | Pontos |
| ------- | ------------- | ------ |
| 1       | Ferrari       | 89     |
| 2       | Renault       | 78     |
| 3       | Brabham-BMW   | 59     |
| 4       | Williams-Ford | 36     |
| 5       | McLaren-Ford  | 34     |
| Fontes: |               |        |

- Nota: Somente as primeiras cinco posições estão listadas. Entre 1981 e 1990 cada piloto podia computar onze resultados válidos por temporada não havendo descartes no mundial de construtores.